# Culture de Mérimdé
La culture de Mérimdé (également Mérimdé Beni-Salame) (en arabe : مرمدة بني سلامة) est une culture néolithique de Basse-Égypte, qui correspond approximativement à la phase de la culture du Fayoum A et à la culture de Badari comme à celle de  Der Tasa en Égypte pré-dynastique, entre 5400 et 4500 avant l'ère commune (AEC).
Cette culture tire son nom du site archéologique de Mérimdé, situé au sud-ouest du delta du Nil. Toute cette culture est concentrée autour du site principal d'occupation de 25 hectares, dans le delta ouest du Nil, en Basse-Égypte, et à 45 km au nord-ouest du Caire. C'est le plus ancien site-témoin d’une réelle sédentarisation en Égypte entre 5 400 et 5 000 AEC. 

## Archéologie

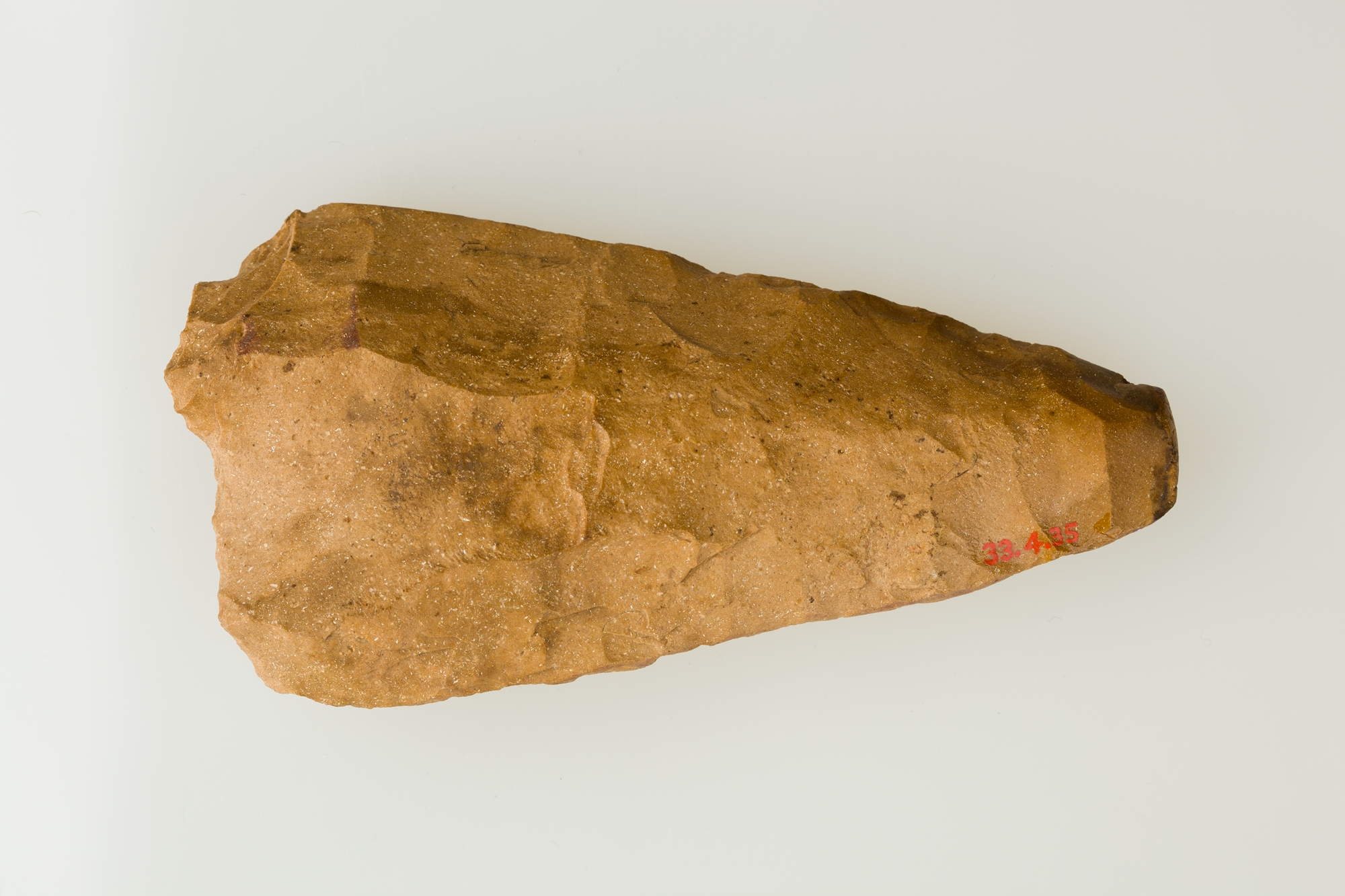
Hache à main, Delta occidental, période néolithique de Buto-Mérimdé-Maadi, v. 4500–4000 AEC. Silex, L 10,8 cm. Met

Cette fouille se situe dans un contexte d'habitat, pauvre, sur plus de vingt hectares. Il s'agit de petites maisons rondes ou ovales, en partie souterraines, aux parois enduites de limon et à pilier central.
 
Elles sont placées de part et d'autre de passages non rectilignes. On a cru pouvoir identifier des silos et des aires à grains. La céramique est rouge ou noire, aux formes et à l'aspect de surface simples, voire rude. L'outillage est en silex. Chasse et pêche fournissent une grande part de l'alimentation. On y pratique aussi l'élevage et la culture de céréales (reposant sur le blé et l'orge) sur terres inondables ou en dehors de ces zones, car les pluies le permettent encore. La collecte des plantes sauvages n'est pas mentionnée par les découvreurs. On y a découvert un chien domestique (canis lupus), vieux de 4800 AEC.
Comme tout le nord de l'Égypte à cette époque, cette culture ne présente aucun signe de hiérarchie sociale. Bien que les sociétés agro-pastorales qui peuplaient alors le nord de l'Égypte au VIe millénaire, dont la culture de Mérimdé, rappellent celles qui vivaient alors dans le « Croissant fertile », la présence du bœuf domestique, comme certaines caractéristiques de l'outillage de pierre, montrent que ces populations partageaient des traits communs avec celles qui peuplaient alors le Sahara vert, en cours d'aridification à partir du Ve millénaire. Au cours de ces deux millénaires ( VIe et Ve), les activités de prédation - cueillette, chasse et pêche - ont laissé plus de place aux activités de production, dont les céréales (blé, orge) pour l'alimentation domestique.
La fouille de 1982, dirigée par Josef Eiwanger, a mis au jour une nécropole néolithique, à fosses ovales, non loin de la zone des habitations. Les morts étant couchés en position fœtale. On a pu constater la pauvreté des offrandes qui accompagnent les défunts. Aucune trace de cuivre n'a été découverte.
La tombe d'un homme, dans un niveau des plus récents, a livré une pointe de flèche et un boomerang taillé dans une côte d'un animal de grande taille. L'une des autres découvertes est particulièrement remarquable : la tête d'une idole en terre cuite, haute de 11 cm. De petits trous pourraient avoir servi à implanter la barbe et les cheveux, qui pourraient être encore indiqués par une peinture ocre et rouge (rouge hématite). Un orifice situé à sa base pourrait avoir servi à la fixer sur un autre support. Cette tête date de la phase la plus récente des niveaux néolithiques, du VIe au Ve millénaire. Il s'agit, cependant, de l'une des plus anciennes représentations de la figure humaine de la vallée du Nil.

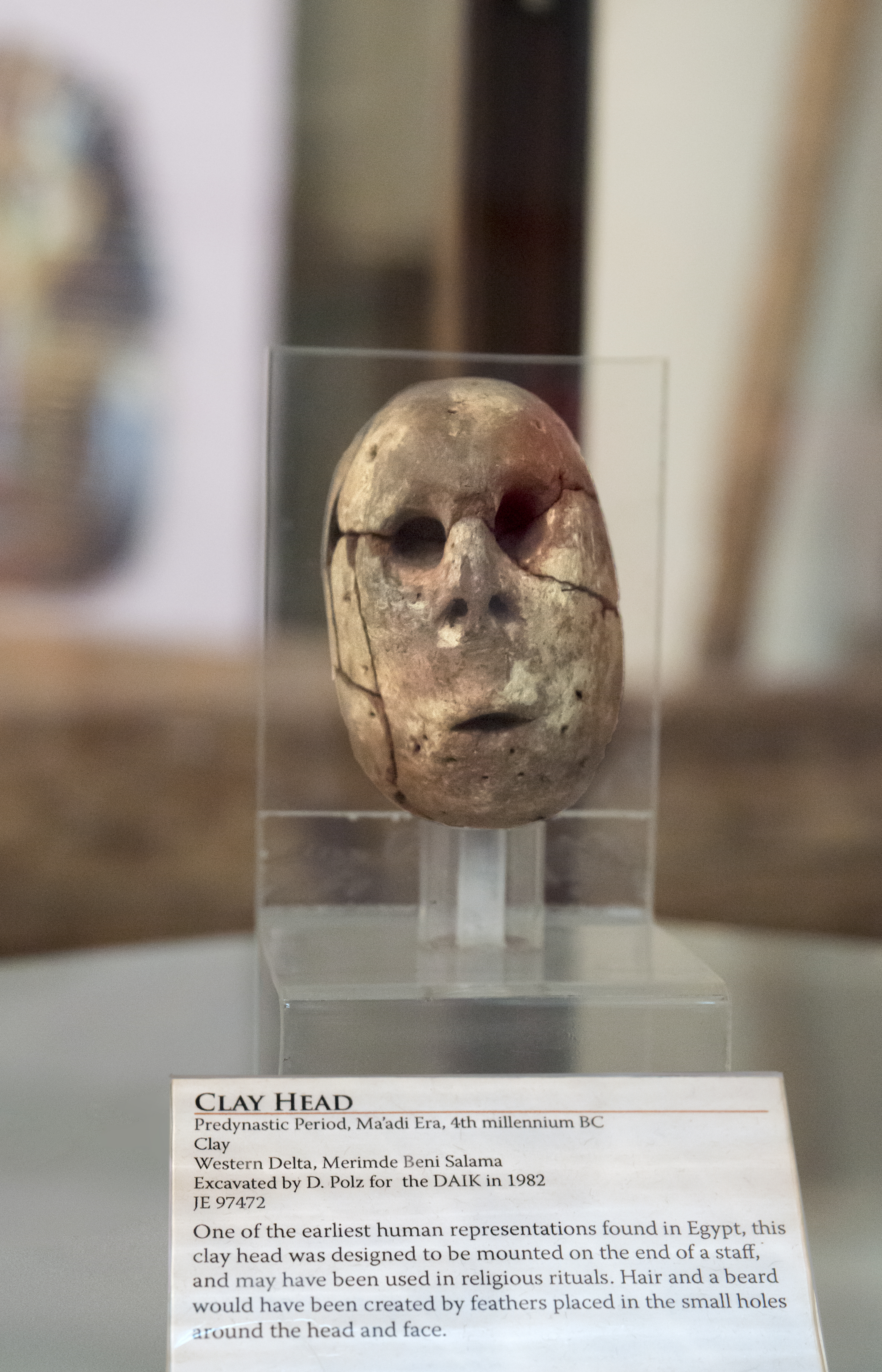
Tête d'argile de Merimde, période prédynastique, 4e millénaire avant notre ère. C'est l'une des premières représentations connues d'une tête humaine en Egypte.